# Avortement en Équateur
L'avortement en Équateur est illégal sauf dans le cas de quelques exceptions prévues par le code pénal. Il peut être pratiqué si la vie de la femme enceinte est menacée ou si la grossesse résulte du viol d'une femme handicapée mentale. Depuis 2021, la Cour constitutionnelle de l'Équateur a statué pour la dépénalisation de l'avortement dans tous les cas de viol.
Le code pénal équatorien  prévoit une peine d’un à trois ans de prison pour toute personne pratiquant un avortement et de six mois à deux ans de prison pour toute femme permettant qu’elle lui soit pratiquée.

## Historique
Le cadre légal de l'avortement est inscrit dans la Constitution depuis le 4 juin 1984. Cependant, un premier Code de conduite le ratifiait déjà en 1837.
En Équateur, il existe une forte opposition politique à l'avortement. En 2013, le président Rafael Correa menace de démissionner si la loi sur l'avortement est libéralisée. 
En janvier 2014, le Code pénal est adapté afin d'autoriser l'avortement thérapeutique ainsi que dans plusieurs exceptions.
En 2015, près de 100 affaires criminelles d'avortement illégal font l'objet d'une enquête.
En 2015, la CEDAW exhorte l'Équateur à dépénaliser l'avortement en cas de viol et d'inceste (en vertu de la loi, l'avortement à l'époque n'était légal que si la femme était mentalement handicapée) et de déficience fœtale grave (qui est également illégale).
En 2019, l'Assemblée nationale vote contre la dépénalisation de l'avortement.
En septembre 2020, le président Lenín Moreno bloque un projet de loi, voté par le Parlement, visant à dépénaliser l’avortement en cas d'urgence médicale.
En 2021, des manifestations importantes se déroulent en faveur des droits des femmes afin d'assouplir les lois relatives à l'avortement. Elles aboutiront sur la dépénalisation de l'avortement dans tous les cas de viols.
En 2022, le cas d'une adolescente de 15 ans, condamnée à 5 ans de prison, provoque de nouvelles manifestations pour la dépénalisation. 

## Cadre légal
La Constitution de l'Équateur garantit la protection de la vie dès la conception dans son article 25.
Le Code Pénal équatorien interdit l'avortement sauf en cas de menace pour la vie de la femme, ou en cas de viol d'une femme handicapée mentale, et depuis 2021 dans toutes formes de viol. Une femme qui subit un avortement en dehors du cadre légal peut encourir jusqu'à 5 ans de prison et les ceux qui pratiquent l'avortement de 2 à 5 ans. Une femme qui subit un avortement en dehors du cadre légal.
Le Ministère de la Santé publique fournit des directives sur l'avortement thérapeutique.

## Statistiques
L'OMS estime que 95 000 avortements se déroulent chaque année (30 pour 1000 femmes) pour seulement 200 avortements légaux enregistrés. Il est en cause de 18 % de la mort maternelle.
Une étude de 2014 évoque un chiffre de 39 000 et soutient que, malgré des restrictions légales fortes, les femmes interrompent leur grossesse, ce qui représente un problème de santé publique important.

## Analyses
Selon la directrice du centre de promotion des droits humains Surkuna, Ana Vera Sanchez, « la criminalisation du droit à l’IVG a un impact majeur en matière de justice sociale et de droits humains, parce que ceux qui souffrent des conséquences de cette criminalisation sont majoritairement des femmes pauvres, des femmes indigènes, des jeunes, celles qui ont moins de ressources pour accéder à des avortements sûrs réalisés de façon clandestine ».
Un rapport publié en 2021 par l’organisation Human Rights Watch portant sur l’impact de la criminalisation de l’avortement en Équateur soulignait « les importantes et néfastes conséquences » des lois de ce pays « qui pèsent sur les vies humaines en augmentant la mortalité et la morbidité maternelles, en empêchant les femmes et les jeunes filles d’accéder aux services essentiels et en sapant les efforts plus généraux visant à promouvoir la santé sexuelle et reproductive ».